# Георг II (ландграф Гессен-Дармштадтський)
Георг II Гессен-Дармштадтський (нім. Georg II. von Hessen-Darmstadt; 17 березня 1605, Дармштадт — 11 червня 1661, Дармштадт) — ландграф Гессен-Дармштадтський з 1626 року.

## Біографія
Георг — син ландграфа Гессен-Дармштадтського Людвіга V і його дружини Магдалени Бранденбурзької, дочці курфюрста Бранденбурга Йогана Георга.
Разом з графом Йоганом Казимиром фон Ербахом Георг подорожував країнами Європи, виконуючи одночасно дипломатичні місії за дорученням свого батька. Під час військових дій Тридцятилітньої війни вірний імператору Людвіг V потрапив у полон до курфюрста Пфальца Фрідріха V і помер в той час, як Георг святкував своє весілля в Дрездені. 1 червня 1627 року в замку Торгау Георг II одружився з Софією Елеонорою Саксонською, дочкою курфюрста Саксонії Йоганна Георга I. У них народилося троє синів і дванадцять дочок.
Під час Тридцятилітньої війни ландграф Георг дотримувався нейтралітету, зберігаючи при цьому вірність імператору Карлу V. Незважаючи на це Гессен-Дармштадт був розграбований імперськими солдатами. В 1629 році Георг був змушений прийняти реституційний едикт.
На відміну від більшості німецьких протестантських князів ландграф Георг не вступав у союз зі Швецією. У Гехстському договорі 1631 року Георг після особистих переговорів з королем Швеції Густавом II Адольфом, який визнав нейтралітет Гессен-Дармштадту, поступився йому фортецею Рюссельсгайм.
Ще в 1625 році почався конфлікт з Гессен-Касселем з приводу спадщини згаслої лінії Гессен-Марбург. Георг стрімко захопив всі території, надані йому імператором, якими в 1627 році Касселю довелося офіційно поступитися. Однак Гессен-Касселю, який вступив у союз зі Швецією і Францією, вдалося відвоювати землі в 1645 році. Георг разом зі своєю родиною був змушений втекти від жахів війни і чуми в замок Ліхтенберг, а пізніше до Гіссена. За Вестфальським миром Георг остаточно позбувся земель, наданих йому імператором у 1622 році. Вони відійшли ландграфині Амалії Єлизаветі Ганау-Мюнценберзькій, яка виплатила компенсацію в розмірі 60 тис. талерів. Гессенська війна тим самим завершилася.
Гессен-Дармштадт поніс значні втрати в Тридцятилітній війні. Ремісництво і землеробство перебували в повному занепаді. Георг закупив зерно і худобу для роздачі населенню. Тим самим йому вдалося оживити в країні сільське господарство. У 1650 році він закликав своїх підданих, що вже емігрували, повернутися на батьківщину. У 1659 році Георг відмовився від політичної підтримки імператора і вступив до Рейнського союзу, створеного для протидії Габсбургам. У своєму заповіті він радив своїм наступникам триматися разом з Гессен-Касселем.

## Родина
Дружина — Софія Елеонора Саксонська, дочка курфюрста Саксонії Йоганна Георга I.
Діти:
- Людвіг (1630—1678) — ландграф Гессен-Дармштадтський, був одружений з Марією Єлизаветою Гольштейн-Готторпською (1634—1665), а після її смерті — з Єлизаветою Доротеєю Саксен-Гота-Альтенбурзькою (1640—1709), мав шістнадцятеро дітей від обох шлюбів;
- Магдалена Сибілла (1631—1651) — померла у 19 років, неодруженою.
- Георг (1632—1676) —  ландграф Гессен-Іттерський, був двічі одружений, мав трьох доньок від другого шлюбу, які не залишили нащадків;
- Софія Елеонора (1634—1663) — одружена із ландграфом Гессен-Гомбурзьким Вільгельмом Крістофом, мала дев'ятеро дітей, з яких свідомого віку досягли троє;
- Єлизавета Амалія (1635—1709) — в шлюбі з курфюрстом Пфальца Філіпом Вільгельмом, народила сімнадцятеро дітей;
- Луїза Крістіна (1636—1697) — у шлюбі з графом Штольберг-Штольберзьким Крістофом Людвігом I, мала восьмеро дітей;
- Анна Марія (9 лютого—21 квітня 1637) — померла немовлям;
- Анна Софія (1638—1683) — абатиса у Кведлінбурзі;
- Амалія Юліана (28 листопада—20 грудня 1639) — померла немовлям;
- Генрієтта Доротея (1641—1672) — пошлюблена із графом Йоганном II Вальдек-Ландау, дітей не мала;
- Йоганн (1642—1643) — помер немовлям;
- Августа Філіпіна (1643—1672) — черниця в Ґандерсхаймі[en],[4] померла у 28 років.
- Агнеса (11—12 листопада 1645) — померла після народження;
- Марія Ядвіга (1647—1680) — була одружена із майбутнім герцогом Саксен-Майнінгенським Бернхардом I, мала шість синів та доньку.